# Wieża spadochronowa w Poznaniu
Wieża spadochronowa w Poznaniu – w Poznaniu zbudowano w XX wieku dwie wieże spadochronowe. Obecnie obiekty te już nie istnieją.

Lokalizacja wieży na mapie Poznania z 1938

## Wieża przy Drodze Dębińskiej
Pierwsza wieża spadochronowa została zbudowana w 1937 z inicjatywy poznańskiego oddziału Ligi Obrony Powietrznej i Przeciwgazowej i uroczyście poświęcona 26 czerwca 1938 r., choć już wcześniej odbywano z niej skoki treningowe i próbne. Zlokalizowana była koło Drogi Dębińskiej, w miejscu gdzie obecnie znajduje się tor łuczniczy Leśnik. Podczas II wojny światowej została zdemontowana przez Niemców. Jej fragmenty nie zostały odnalezione.

## Wieża w Parku Sołackim
W 1950 Poznańska Liga Lotnicza planowała zbudowanie nowej wieży spadochronowej. W 1952 istniejąca poniemiecka wieża obserwacyjno-nasłuchowa w Mosinie została przeniesiona do Parku Sołackiego. Wieża była przeznaczona do początkowego szkolenia skoczków spadochronowych. Została wysadzona w powietrze przez saperów w 1969, a następnie rozebrana około roku 1974.